# Apocephalus barbiventris
Apocephalus barbiventris är en tvåvingeart som beskrevs av Brown 2000. Apocephalus barbiventris ingår i släktet Apocephalus och familjen puckelflugor. Inga underarter finns listade i Catalogue of Life.